# 哈迪亚·胡斯尼
哈迪亚·胡斯尼（Hadia Hosny，1988年7月30日—），埃及女子羽毛球運動員，同時為埃及不列顛大學藥學院的助教。

## 簡歷
哈迪亚·胡斯尼自小練習體操，但在1999年受傷後就很難回復操練；於是在2000年開始隨教練Tamer Raafat改練羽毛球。她在訓練三週後便參加了一項國內12歲以下級別的賽事，在贏得三場比賽後最終拿下第3名的成績。這個好開始啟發她展開羽毛球生涯。同年，她開始代表俱樂部參加全國聯賽，及至2002年初登國際賽舞台，出戰塞浦路斯國際賽。
2008年，哈迪亚·胡斯尼代表埃及出戰北京奥运会羽毛球女子單打比賽，在首圈擊敗墨西哥的選手德亚妮拉·安古洛晉身第二圈，最後以0比2（7-21、4-21）負於保加利亞的佩蒂娅·内德尔奇娃出局。
2012年，哈迪亚·胡斯尼代表埃及出戰英國倫敦舉行的奥林匹克运动会羽毛球比賽女子單打項目，在小組賽階段先後以0比2負於愛爾蘭的克洛伊·马吉和法國的皮红艳，兩戰全敗出局。
2017年8月，胡斯尼參加蘇格蘭格拉斯哥舉行的世界羽毛球錦標賽，出戰女子單打項目，首圈就以0比2（2-21、4-21）不敵韓國的金效旻出局。

## 主要比賽成績
只列出曾進入準決賽的國際賽事成績：
| 年份   | 賽事                                     | 公開賽級別 | 項目     | 拍檔                          | 成績   |
| ------ | ---------------------------------------- | ---------- | -------- | ----------------------------- | ------ |
| 2007年 | 全非運動會羽毛球比賽                     | 其他       | 女子雙打 | Alaa Youssef                  | 銅牌   |
| 2009年 | 巴林羽毛球國際系列賽                     | 國際系列賽 | 女子單打 | －                            | 準決賽 |
| 2009年 | 巴林羽毛球國際系列賽                     | 國際系列賽 | 女子雙打 | Shetty Shalini                | 準決賽 |
| 2013年 | 非洲羽毛球錦標賽                         | 其他       | 女子單打 | －                            | 準決賽 |
| 2013年 | 毛里裘斯羽毛球國際賽                     | 未來系列賽 | 女子單打 | －                            | 準決賽 |
| 2013年 | 毛里裘斯羽毛球國際賽                     | 未來系列賽 | 女子雙打 | 纳丁·阿什拉芙                 | 準決賽 |
| 2013年 | 毛里裘斯羽毛球國際賽                     | 未來系列賽 | 混合雙打 | 阿卜杜勒拉赫曼·克什卡尔       | 準決賽 |
| 2013年 | 南非羽毛球國際賽                         | 未來系列賽 | 女子單打 | －                            | 亞軍   |
| 2013年 | 南非羽毛球國際賽                         | 未來系列賽 | 混合雙打 | 阿卜杜勒拉赫曼·克什卡尔       | 冠軍   |
| 2014年 | 烏干達羽毛球國際賽                       | 國際系列賽 | 混合雙打 | 阿卜杜勒拉赫曼·克什卡尔       | 準決賽 |
| 2014年 | 毛里裘斯羽毛球國際賽                     | 國際系列賽 | 女子單打 | －                            | 準決賽 |
| 2014年 | 尼日利亞羽毛球國際賽                     | 國際系列賽 | 女子雙打 | 布里奇特·沙米姆·班吉          | 冠軍   |
| 2014年 | 博茨瓦納羽毛球國際賽                     | 國際系列賽 | 女子單打 | －                            | 亞軍   |
| 2015年 | 毛里裘斯羽毛球國際賽                     | 國際系列賽 | 女子雙打 | 多哈·哈尼                     | 準決賽 |
| 2015年 | 拉各斯羽毛球國際挑戰賽                   | 國際挑戰賽 | 混合雙打 | 阿卜杜勒拉赫曼·克什卡尔       | 準決賽 |
| 2015年 | 全非運動會羽毛球比賽 暨 非洲羽毛球錦標賽 | 其他       | 女子單打 | －                            | 季軍   |
| 2015年 | 全非運動會羽毛球比賽 暨 非洲羽毛球錦標賽 | 其他       | 混合雙打 | 阿卜杜勒拉赫曼·克什卡尔       | 季軍   |
| 2015年 | 埃塞俄比亞羽毛球國際賽                   | 國際系列賽 | 女子雙打 | 多哈·哈尼                     | 準決賽 |
| 2015年 | 尼日利亞羽毛球國際賽                     | 國際系列賽 | 女子單打 | －                            | 準決賽 |
| 2015年 | 埃及羽毛球國際賽                         | 未來系列賽 | 女子單打 | －                            | 冠軍   |
| 2015年 | 埃及羽毛球國際賽                         | 未來系列賽 | 女子雙打 | 多哈·哈尼                     | 冠軍   |
| 2015年 | 埃及羽毛球國際賽                         | 未來系列賽 | 混合雙打 | 阿卜杜勒拉赫曼·克什卡尔       | 亞軍   |
| 2015年 | 贊比亞羽毛球國際賽                       | 國際系列賽 | 混合雙打 | 阿卜杜勒拉赫曼·克什卡尔       | 冠軍   |
| 2015年 | 南非羽毛球國際賽                         | 國際系列賽 | 混合雙打 | 阿卜杜勒拉赫曼·克什卡尔       | 亞軍   |
| 2015年 | 博茨瓦納羽毛球國際賽                     | 國際系列賽 | 混合雙打 | 阿卜杜勒拉赫曼·克什卡尔       | 冠軍   |
| 2016年 | 非洲羽毛球團體錦標賽                     | 其他       | 女子團體 | －                            | 亞軍   |
| 2016年 | 烏干達羽毛球國際賽                       | 國際系列賽 | 混合雙打 | 阿卜杜勒拉赫曼·克什卡尔       | 冠軍   |
| 2016年 | 巴林羽毛球國際挑戰賽                     | 國際挑戰賽 | 女子雙打 | 多哈·哈尼                     | 準決賽 |
| 2016年 | 巴林羽毛球國際挑戰賽                     | 國際挑戰賽 | 混合雙打 | 阿卜杜勒拉赫曼·克什卡尔       | 準決賽 |
| 2016年 | 埃及羽毛球國際賽                         | 國際系列賽 | 女子單打 | －                            | 準決賽 |
| 2016年 | 南非羽毛球國際賽                         | 國際系列賽 | 女子單打 | －                            | 亞軍   |
| 2016年 | 博茨瓦納羽毛球國際賽                     | 國際系列賽 | 女子單打 | －                            | 亞軍   |
| 2016年 | 博茨瓦納羽毛球國際賽                     | 國際系列賽 | 女子雙打 | 多哈·哈尼                     | 冠軍   |
| 2016年 | 博茨瓦納羽毛球國際賽                     | 國際系列賽 | 混合雙打 | 喬治·朱利安·保羅              | 準決賽 |
| 2017年 | 烏干達羽毛球國際賽                       | 國際系列賽 | 女子雙打 | 多哈·哈尼                     | 冠軍   |
| 2017年 | 非洲羽毛球錦標賽                         | 其他       | 混合團體 | －                            | 冠軍   |
| 2017年 | 非洲羽毛球錦標賽                         | 其他       | 女子單打 | －                            | 亞軍   |
| 2017年 | 非洲羽毛球錦標賽                         | 其他       | 女子雙打 | 多哈·哈尼                     | 亞軍   |
| 2017年 | 科特迪瓦羽毛球國際賽                     | 未來系列賽 | 女子單打 | －                            | 準決賽 |
| 2017年 | 拉各斯羽毛球國際挑戰賽                   | 國際挑戰賽 | 女子雙打 | 多哈·哈尼                     | 準決賽 |
| 2017年 | 埃及羽毛球國際賽                         | 國際系列賽 | 女子雙打 | 多哈·哈尼                     | 準決賽 |
| 2017年 | 摩洛哥羽毛球國際賽                       | 國際系列賽 | 混合雙打 | 阿卜杜勒拉赫曼·阿卜杜勒哈基姆 | 準決賽 |
| 2018年 | 阿爾及利亞羽毛球國際賽                   | 未來系列賽 | 女子雙打 | 多哈·哈尼                     | 冠軍   |
| 2018年 | 全非洲羽毛球男女子團體錦標賽             | 其他       | 女子團體 | －                            | 季軍   |
| 2018年 | 非洲羽毛球錦標賽                         | 其他       | 女子單打 | －                            | 季軍   |
| 2018年 | 非洲羽毛球錦標賽                         | 其他       | 女子雙打 | 多哈·哈尼                     | 亞軍   |
| 2018年 | 非洲羽毛球錦標賽                         | 其他       | 混合雙打 | 艾哈迈德·萨拉赫               | 季軍   |
| 2018年 | 烏干達羽毛球國際賽                       | 國際系列賽 | 女子單打 | －                            | 亞軍   |
| 2018年 | 烏干達羽毛球國際賽                       | 國際系列賽 | 女子雙打 | 多哈·哈尼                     | 冠軍   |
| 2018年 | 喀麥隆羽毛球國際賽                       | 國際系列賽 | 女子單打 | －                            | 冠軍   |
| 2018年 | 喀麥隆羽毛球國際賽                       | 國際系列賽 | 女子雙打 | 多哈·哈尼                     | 冠軍   |
| 2018年 | 喀麥隆羽毛球國際賽                       | 國際系列賽 | 混合雙打 | 艾哈迈德·萨拉                 | 亞軍   |
| 2018年 | 埃及羽毛球國際賽                         | 國際系列賽 | 混合雙打 | 艾哈迈德·萨拉                 | 準決賽 |
| 2019年 | 烏干達羽毛球國際賽                       | 國際系列賽 | 女子雙打 | 多哈·哈尼                     | 冠軍   |
| 2019年 | 烏干達羽毛球國際賽                       | 國際系列賽 | 混合雙打 | 艾哈迈德·萨拉赫               | 準決賽 |
| 2019年 | 肯亞羽毛球國際賽                         | 未來系列賽 | 女子單打 | －                            | 準決賽 |
| 2019年 | 肯亞羽毛球國際賽                         | 未來系列賽 | 女子雙打 | 多哈·哈尼                     | 亞軍   |
| 2019年 | 肯亞羽毛球國際賽                         | 未來系列賽 | 混合雙打 | 艾哈迈德·萨拉                 | 亞軍   |
| 2019年 | 全非羽毛球錦標賽                         | 其他       | 混合雙打 | 艾哈迈德·萨拉                 | 季軍   |
| 2019年 | 貝寧羽毛球國際賽                         | 國際系列賽 | 女子單打 | －                            | 準決賽 |
| 2019年 | 貝寧羽毛球國際賽                         | 國際系列賽 | 女子雙打 | 多哈·哈尼                     | 亞軍   |
| 2019年 | 貝寧羽毛球國際賽                         | 國際系列賽 | 混合雙打 | 艾哈邁德·薩拉                 | 準決賽 |
| 2019年 | 科特迪瓦羽毛球國際賽                     | 國際系列賽 | 女子雙打 | 多哈·哈尼                     | 亞軍   |
| 2019年 | 科特迪瓦羽毛球國際賽                     | 國際系列賽 | 混合雙打 | 艾哈迈德·萨拉                 | 亞軍   |
| 2019年 | 加納羽毛球國際賽                         | 國際系列賽 | 女子單打 | －                            | 準決賽 |
| 2019年 | 加納羽毛球國際賽                         | 國際系列賽 | 女子雙打 | 多哈·哈尼                     | 準決賽 |
| 2019年 | 拉各斯羽毛球國際經典賽                   | 國際挑戰賽 | 女子雙打 | 多哈·哈尼                     | 準決賽 |
| 2019年 | 非洲運動會羽毛球比賽                     | 其他       | 混合團體 | －                            | 銅牌   |
| 2019年 | 非洲運動會羽毛球比賽                     | 其他       | 女子雙打 | 多哈·哈尼                     | 金牌   |
| 2019年 | 埃及羽毛球國際賽                         | 國際系列賽 | 女子雙打 | 多哈·哈尼                     | 準決賽 |
| 2019年 | 阿爾及利亞羽毛球國際賽                   | 國際系列賽 | 女子雙打 | 多哈·哈尼                     | 亞軍   |
| 2019年 | 阿爾及利亞羽毛球國際賽                   | 國際系列賽 | 混合雙打 | 艾哈邁德·薩拉                 | 準決賽 |
| 2019年 | 喀麥隆羽毛球國際賽                       | 國際系列賽 | 女子雙打 | 多哈·哈尼                     | 冠軍   |
| 2019年 | 喀麥隆羽毛球國際賽                       | 國際系列賽 | 混合雙打 | 艾哈邁德·薩拉                 | 亞軍   |
| 2019年 | 尚比亞羽毛球國際賽                       | 未來系列賽 | 女子單打 | －                            | 準決賽 |
| 2019年 | 尚比亞羽毛球國際賽                       | 未來系列賽 | 女子雙打 | 多哈·哈尼                     | 冠軍   |
| 2019年 | 尚比亞羽毛球國際賽                       | 未來系列賽 | 混合雙打 | 艾哈邁德·薩拉                 | 亞軍   |
| 2019年 | 南非羽毛球國際賽                         | 未來系列賽 | 混合雙打 | 艾哈迈德·萨拉                 | 準決賽 |
| 2020年 | 全非洲羽毛球男女子團體錦標賽             | 其他       | 女子團體 | －                            | 冠軍   |
| 2020年 | 全非羽毛球錦標賽                         | 其他       | 女子單打 | －                            | 季軍   |
| 2020年 | 全非羽毛球錦標賽                         | 其他       | 女子雙打 | 多哈·哈尼                     | 冠軍   |
| 2020年 | 全非羽毛球錦標賽                         | 其他       | 混合雙打 | 艾哈迈德·萨拉赫               | 季軍   |
| 2020年 | 烏干達羽毛球國際賽                       | 國際系列賽 | 女子雙打 | 多哈·哈尼                     | 準決賽 |
| 2020年 | 肯亞羽毛球國際賽                         | 未來系列賽 | 女子雙打 | 多哈·哈尼                     | 冠軍   |

| 2007-2017年 | 首要超級賽 | 超級賽 | 黃金大獎賽 | 大獎賽 | 國際挑戰賽 | 國際系列賽 | 未來系列賽 | 其他 |

| 2018-2026年 | 總決賽 | 超級1000賽 | 超級750賽 | 超級500賽 | 超級300賽 | 超級100賽 | 國際挑戰賽 | 國際系列賽 | 未來系列賽 | 其他 |

### 奧運會和世錦賽參賽紀錄
|          | 搭檔         | 2007 | 2008 | 2009 | 2010 | 2011 | 2012       | 2013 | 2014 | 2015 | 2016 | 2017 | 2018 | 2020       |
| -------- | ------------ | ---- | ---- | ---- | ---- | ---- | ---------- | ---- | ---- | ---- | ---- | ---- | ---- | ---------- |
| 女子單打 | －           | －   | 32強 | 64強 | －   | －   | 小組第三名 | －   | －   | －   | －   | 48強 | －   | －         |
|          |              |      |      |      |      |      |            |      |      |      |      |      |      |            |
| 女子雙打 | Alaa Youssef | 48強 | －   | －   | －   | －   | －         | －   | －   | －   | －   | －   | －   | －         |
| 女子雙打 | 多哈·哈尼    | －   | －   | －   | －   | －   | －         | －   | －   | －   | －   | 48強 | 48強 | 小組第四名 |
|          |              |      |      |      |      |      |            |      |      |      |      |      |      |            |
| 混合雙打 | 克什卡尔     | －   | －   | －   | －   | －   | －         | －   | 48強 | －   | －   | －   | －   | －         |